# Schwabstedt
Schwabstedt település Németországban, Schleswig-Holstein tartományban. Lakosainak száma 1343 fő (2023. december 31.).

## Népesség
A település népességének változása:
| Lakosok száma | 1136 | 1320 | 1354 | 1297 | 1333 | 1343 |
|               | 1975 | 2017 | 2019 | 2021 | 2022 | 2023 |